# The Sims: Hot Date
The Sims: Hot Date — третье дополнение для симулятора жизни The Sims, разработанное Maxis и изданное Electronic Arts. Оно было выпущено 14 ноября 2001 года и вводило возможность симам посещать общественные участки за пределами дома, в частности отправляться в так называемый центр города, где можно сходить на свидание, посетить кафе и потанцевать. В России дополнение было издано компанией 1С-СофтКлаб на английском языке с русской документацией.
Дополнение создавалось в ответ на пожелания многих игроков иметь возможность покидать симам пределы жилого участка. Так как игровой движок не позволял создать открытый мир, компромиссом  стало создание множества общественных участков — отдельных локаций, куда симы могли попадать минуя экран загрузки. В игру было также добавлено множество взаимодействий, помимо прочего разработчики усовершенствовали ИИ персонажей, чтобы они могли адекватно вести себя в общественных местах.
Критики похвалили Hot Date за её содержимое, заметив, что её в сравнении с предыдущими дополнениями к The Sims уже можно рассматривать, как полноценное расширение, хотя и звучало мнение, что стоимость дополнения не соответствует его содержимому.

## Игровой процесс

Геймплей.

Дополнение позволяет симам впервые покинуть территорию жилого дома и вводит игровую локацию с общественными участками — «Центр города» (англ. Downtown). Персонажи могут использовать свои телефоны для вызова такси, которое доставит их в центр города, состоящего из таких лотов, как торговые центры, зоны отдыха, рестораны и ночные клубы. Пока персонаж находится на свидании, игрок может управлять его действиями.
Центр города предоставляет множество возможностей для активного отдыха и разные общественные участки, такие, как продуктовые магазины, магазины одежды, места для пикников и утиные пруды, где пара симов могут побыть вместе, и ещё много объектов, таких как рестораны, где персонажи могут поближе узнать друг друга.
Время, проводимое симами в центре города не зависит от времени у них дома, другими словами, персонажи будут голодными, уставшими и скучными как обычно из-за времени, которое они проводят в центре города, но как только они вернутся домой, на часах будет то время, когда они ушли..
Дополнение также вводит для каждого сима вторую шкалу отношений, отражающую краткосрочные отношения, её легко быстро восполнить, но и она быстрее опустошается.

## Создание и выпуск
Уилл Райт, создатель The Sims, заметил, что дополнение создавалось в ответ на пожелание многих игроков получить возможность более детально управлять романтическими человеческими отношениями и манипулировать ими, а также выходить за пределы жилого участка. Разработке Hot Date предшествовала отмена выхода игры SimsVille, в которой игрок должен был управлять и развивать городок, совмещая игровые процессы The Sims и SimCity. Специально для SimsVille разработчики усовершенствовали искусственный интеллект неуправляемых персонажей, чтобы они могли вести себя реалистично и взаимодействовали между собой. В итоге имеющиеся наработки создатели применили в дополнении Hot Date.
Тематика Hot Date была явно ориентирована на несовершеннолетних девочек. При создании дополнения, разработчики упирались на две базовые возможности; социальной взаимодействие «один на один» и возможность покидать пределы жилого участка и посещать другие дома. Первая задача была достигнута достаточно быстро и легко; разработчики добавили множество новых видов взаимодействий, таких, как например рукопожатие или воздушный поцелуй. Однако при реализации второй возможности возникли значительные трудности, так как игровой движок не был для этого предназначен. Компромиссом стало создание общественных пространств, где происходили бы социальные взаимодействия. Так было решено создать «центр города» и добавить локации, посвящённые ресторанам, клубам и магазинам. Разработчикам пришлось улучшать искусственный интеллект, так как пребывание в центре города предполагает взаимодействие управляемого персонажа со множеством NPC, что резко отличает от привычной концепции семьи на участке, которой полностью управляет игрок. Улучшение ИИ затрагивает и управляемого сима, который отныне не будет беспрекословно следовать приказам игрока. Если сим несчастный, он может не послушаться игрока, провалить свидания, или сам совершать какие либо действия, игрок должен позаботится о благополучии сима. Шкалу отношений также было решено переделать и разделить её на краткосрочные и долгосрочные. Первые заполняются достаточно быстро, но не являются крепкими отношениями, это добавляет в отношения симов новую глубину и реалистичность. Изначально планировалось, что время посещения общественных участков будет ограниченно временем, до двух часов ночи, однако впоследствии были решено сделать заведения открытыми 24 часа в сутки.
Впервые о предстоящем выпуске дополнения стало известно в июле 2001 года, а его выход планировался на ноябрь того же года. Выход дополнения состоялся 12 ноября в Бразилии, 13 ноября в США, 14 ноября в России, 20 ноября Южной Корее, 21 ноября в Испании, 22 ноября во Франции, 23 ноября в Великобритании и Германии, 29 ноября в Дании, 29 ноября в Японии и Польше. 12 июня 2002 года дополнение вышла в США для компьютеров с операционной системой Mac Os. Дополнение возглавило список игр-бестселлеров для ПК в ноябре, и с переменным успехом удерживала первое место до января 2002 года, два раза уступив место игре Harry Potter and the Philosopher’s Stone и Medal of Honor: Allied Assault. Игра также попадала в чарты в марте. Hot Date в итоге опередила по продажам первые два дополнения к The Sims.

## Музыка
26 марта 2007 года был выпущен альбом, в котом собраны саундтреки из дополнения Hot Date. Композиторами выступают Джерри Мартин, Кирк Кейси и Марк Руссо. Композиции были созданы с участием музыкального ансамбля — ударных инструментов (Джон Мадер , Винс Литтлтон), гитары (Джерри Мартин , Керк Кейси), пианино (Джон Р. Барр , Тони Луфрано), саксофона (Армен Бойд, Марк Руссо ,Рок Хендрикс), тромбона (Дерек Джеймс, Терри Рассел, Уэйн Уоллес) и трубы (Эдди Рамирес, Луи Фасман). Сами композиции выдержаны в жанре джаз, боп, биг-бенд и кул-джаз.
| №                   | Название            | Автор(ы)            | Длительность |
| ------------------- | ------------------- | ------------------- | ------------ |
| 1.                  | «Going Out»         | Джерри Мартин       | 5:40         |
| 2.                  | «The Club»          | Марк Руссо          | 5:35         |
| 3.                  | «Cab Ride»          | Джерри Мартин       | 3:25         |
| 4.                  | «Smooth»            | Джерри Мартин       | 6:30         |
| 5.                  | «Let's Dance»       | Джерри Мартин       | 4:20         |
| 6.                  | «Play It Sim»       | Кирк Кейси          | 5:21         |
| 7.                  | «Dizzy Sim»         | Кирк Кейси          | 5:33         |
| 8.                  | «SIMtastic»         | Марк Руссо          | 4:41         |
| Общая длительность: | Общая длительность: | Общая длительность: | 40:51        |

## Отзывы
| Сводный рейтинг       | Сводный рейтинг |
| Агрегатор             | Оценка          |
| --------------------- | --------------- |
| GameRankings          | 85,54 %         |
| Metacritic            | 82 %            |
| Иноязычные издания    |                 |
| Издание               | Оценка          |
| AllGame               | [ 35 ]          |
| GameSpot              | 8,8 из 10       |
| GameSpy               | 87 из 100       |
| GameZone              | 8 из 10         |
| IGN                   | 8,4 из 10       |
| GamesMaster           | 85 %            |
| Русскоязычные издания |                 |
| Издание               | Оценка          |
| «Страна игр»          | 8,5 из 10       |

В целом, игра была оценена как наиболее важное дополнение к The Sims, и также критики высоко оценили новый центр города (Downtown).
Hot Date был присвоен рейтинг 86 % и 85 % от сайтов GameRankings и Metacritic соответственно. The Armchair Empire дал игре 9.2/10 баллов, сказав: "если Living Large и House Party совершенствуют оригинал, то Hot Date полностью обновляет геймплей, позволяя уделять больше внимания на общении и романтике, и впервые выйти из дома. Игра была номинирована журналом Computer Gaming World, как лучшая игра года, но уступила первенство Baldur’s Gate II: Throne of Bhaal. «Редакция гласила, что „Hot Date“ добавляло одну существенную деталь, которую так просили игроки „The Sims“ — это возможность фактически покинуть дом». Аналогично редакция Computer Games Magazine назвала Hot Date лучшим дополнением 2001 года, но в конечном итоге присудила награду Diablo II: Lord of Destruction. Академия интерактивных искусств и наук также номинировала дополнение в категории «Инновация в области компьютерных игр», но присудила премию игре Black & White.
Положительный отзыв оставил Эндрю Парк из GameSpot, заметив, что Hot Date — первое дополнение к The Sims, предлагающее полноценное расширение геймплея в тематике общественной жизни и социальных взаимодействий, а не просто каталог новых вещей. При этом два первых дополнения сделают опыт игры в Hot Date ярче и интереснее. Новый центр города является самым замечательным элементом дополнения. Также расширение похвалил критик IGN, заметив, что Hot Date даёт «удивительное количество новых опций, где раньше их было всего несколько», также критик оценил усовершенствование поведения персонажей, введение полноценных NPC и введение элементов квеста. Шкала потребностей также не падает так быстро, не заставляя игрока бояться, «что его симу через 10 минут придётся бежать обратно домой». Дополнение также похвалил представитель GameZone, заметил существенное улучшение базового геймплея, добавление множества новых социальных взаимодействий и новых предметов. Редактор журнала Hyper констатировал, что американская игра в конце концов разрушила монополию японских игр на возможность завязывать виртуальные романы. 
Разгромный отзыв оставил критик российского сайта Absolute Games, заметив, что содержимое дополнения даже на четверть не стоит своего ценника, видя в конвейерном выпуске «дополнений-пустышек» способ нажиться на огромной армии фанатов. Размер нового neighborhood, которым разработчики так гордятся, не превышает размер стандартной площади приусадебного участка и напоминает «сборище пользовательских уровней, нежели плод работы профессиональных дизайнеров…, где даже туалеты не сумели везде поставить… 132 килобайта вот оно, счастье!».
Отдельно критики несмотря на улучшение геймплея заметили, что дополнение никак не улучшает графику игры и камеру прокрутки, которая по прежнему остаётся крайне не удобной, в результате игроки предпочитают вовсе не использовать прокрутку. Также некоторые критики решили, что это должно было быть последнее дополнение к The Sims, перед тем, как она станет онлайн-игрой.